# Gerdis Acke-Sung
Gerdis Lovisa Acke-Sung, född Johansson 12 mars 1902 i Stockholm, död 14 januari 1969 i Vaxholms församling var en svensk skulptör och tecknare.

## Biografi
Gerdis Acke-Sung studerade vid olika skolor i Rom 1921–1922 och därefter arbetade hon som assistent åt sin blivande svärfar J.A.G. Acke med stuckaturer till Stockholms stadshus 1922–1923. Åren 1926–1927 studerade hon skulptur för Aarre Aaltonen samt vid Åbo konstskola. Mellan 1929 och 1933 studerade hon konst i Paris. Hon hade sin första separatutställning 1933 i Stockholm. 
Gerdis Acke-Sung medverkade som illustratör i Sun Yen Hwas bok Halvblod 1935 med några tuschteckningar. Hon gifte sig 1925 med Fausto Acke (J.A.G. Ackes adoptivson) och efter Eva Ackes död 1929 bodde och arbetade hon på Villa Akleja i Vaxholm. Mellan 1939 och 1946 reste hon till exotiska länder som Sumatra, Java och Kina. Intrycken från dessa resor präglade hennes konst, men endast få verk från denna tid har visats på utställningar i Sverige. 1945 hade hon sin ateljé i Bandung på Java. År 1948 gifte hon om sig med paleontologen Georg Sung och antog efternamnet Acke-Sung. Hon bosatte sig på Sumatra.